# Roberto Wis
Roberto Vittorio Wis (till 1950 Weiss), född 7 november 1908 i Poggibonsi, Toscana, död 4 augusti 1987 i Helsingfors, var en italiensk-finländsk litteraturhistoriker. Han var från 1944 gift med Marjatta Wis.
Wis blev juris doktor 1930 och doktor i litteraturvetenskap 1933. Han var sekreterare vid Italiens kulturinstitut i Helsingfors 1941–1966, lektor i italienska vid Helsingfors universitet 1942–1974 och docent i italiensk litteratur 1959–1978. Han publicerade bland annat en italiensk-finsk ordbok (tillsammans med Walter Olof Streng-Renkonen 1950). Han tilldelades professors titel 1962.